# Consiglio di Stato (Svizzera)
Il Consiglio di Stato, nell'ordinamento svizzero, è l'organo di governo istituito presso ciascun Cantone; si caratterizza come organismo direttoriale e si compone di 5 membri in 14 Cantoni e di 7 membri in 12 cantoni.

## Denominazioni
Nelle varie regioni linguistiche della Svizzera vi sono diverse denominazioni per designare l'esecutivo cantonale. A livello generale, si parla di Kantonsregierung in tedesco e di Gouvernement cantonal in francese (letteralmente, "Governo cantonale").
Il termine Consiglio di Stato è in uso nella lingua italiana, e il suo equivalente Conseil d’Etat è utilizzato nei Cantoni di lingua francese, con l'eccezione del Canton Giura, dove l'organo è denominato Gouvernement. Nei Cantoni di lingua tedesca la denominazione varia da Cantone a Cantone; la più frequente è Regierungsrat (letteralmente, 'Consiglio di governo'); altre denominazioni impiegate sono Staatsrat (Friburgo e Vallese) e Standeskommission (Appenzello Interno). 
Il governo del Canton Ticino è chiamato Consiglio di Stato della Repubblica e Cantone Ticino, ed è composto da cinque membri. Nel cantone trilingue dei Grigioni, in italiano l'esecutivo è invece ufficialmente denominato "Governo"; si utilizza il termine Regierung in tedesco e Regenza in romancio. Il termine non va confuso con il Consiglio degli Stati, vale a dire la Camera alta del parlamento svizzero, né con il Gran Consiglio, termine usato per designare gli organi legislativi (parlamenti) dei singoli Cantoni.

## Consigli di Stati cantonali
- Consiglio di Stato del Canton Appenzello Esterno
- Consiglio di Stato del Canton Appenzello Interno
- Consiglio di Stato del Canton Argovia
- Consiglio di Stato del Canton Basilea Campagna
- Consiglio di Stato del Canton Basilea Città
- Consiglio di Stato del Canton Berna
- Consiglio di Stato del Canton Friburgo
- Consiglio di Stato del Canton Ginevra
- Consiglio di Stato del Canton Giura
- Consiglio di Stato del Canton Glarona
- Consiglio di Stato del Canton Grigioni
- Consiglio di Stato del Canton Lucerna
- Consiglio di Stato del Canton Neuchâtel
- Consiglio di Stato del Canton Nidvaldo
- Consiglio di Stato del Canton Obvaldo
- Consiglio di Stato del Canton San Gallo
- Consiglio di Stato del Canton Sciaffusa
- Consiglio di Stato del Canton Sciaffusa
- Consiglio di Stato del Canton Soletta
- Consiglio di Stato del Canton Svitto
- Consiglio di Stato del Canton Ticino
- Consiglio di Stato del Canton Turgovia
- Consiglio di Stato del Canton Uri
- Consiglio di Stato del Canton Vallese
- Consiglio di Stato del Canton Vaud
- Consiglio di Stato del Canton Zugo
- Consiglio di Stato del Canton Zurigo